# Sørgemarsj over Rikard Nordraak
Sørgemarsj over Rikard Nordraak (Treurmars in memoriam Rikard Nordraak) is een compositie van Edvard Grieg.

## Geschiedenis

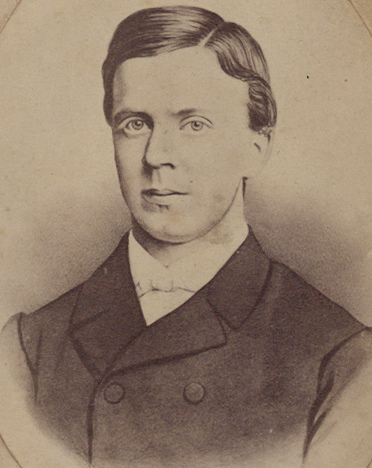
Rikard Nordraak

Grieg schreef deze begrafenismuziek oorspronkelijk voor piano, maar in 1892 schreef hij ook een versie voor harmonieorkest en later nog een voor brassband. Het werk kreeg geen opusnummer mee, want het was in eerste instantie privémuziek ter nagedachtenis van de in 1866 gestorven collegacomponist Rikard Nordraak.
Grieg en Nordraak waren beiden voorvechters van de Noorse nationale romantiek. Zij ontmoetten elkaar in 1864 in het teken van de oprichting van Euterpe, een vereniging ter bevordering van eigentijdse Scandinavische muziek. Het betrof voornamelijk Noorse en Deense muziek, waarschijnlijk om meer onafhankelijk te zijn van Zweden. Toch vonden de meeste muzikale handelingen van Grieg en Nordraak plaats in Leipzig en Berlijn.
In november 1865 bleken de voortekenen van Nordraaks deelname slecht, want hij werd behoorlijk ziek. Hun wegen scheidden, maar Grieg beloofde zijn vriend snel weer op te zoeken. Grieg ging echter van Berlijn niet terug naar Leipzig, maar naar Italië. Grieg ontmoette aldaar Henrik Ibsen en bezocht een uitvoering van het Stabat Mater Preciosa uit het oratorium Christus van Franz Liszt. De belofte om Nordraak nogmaals te zien kon niet gestand worden gedaan.
Nordraak overleed op 20 maart 1866 in Berlijn. Grieg, die zich nog in Rome bevond, hoorde pas op 6 april dat zijn vriend dood was. Volgens Griegs dagboek schreef hij toen de Sørgemarsj over Rikard Nordraak. Hij plaatste een groot zwart kruis in dat dagboek. Het werk is dus niet gespeeld tijdens de begrafenis.
Grieg wilde dat deze muziek op zijn eigen begrafenis werd gespeeld in de versie voor harmonieorkest. Echter op 9 september 1907 was een dergelijk orkest niet voorhanden. Johan Halvorsen maakte toen een versie voor symfonieorkest.

## Discografie
Er bestaan diverse opnamen van de Sørgemarsj, zowel onder de Noorse als de Engelse titel.